# St. Laurentius (Eggmühl)

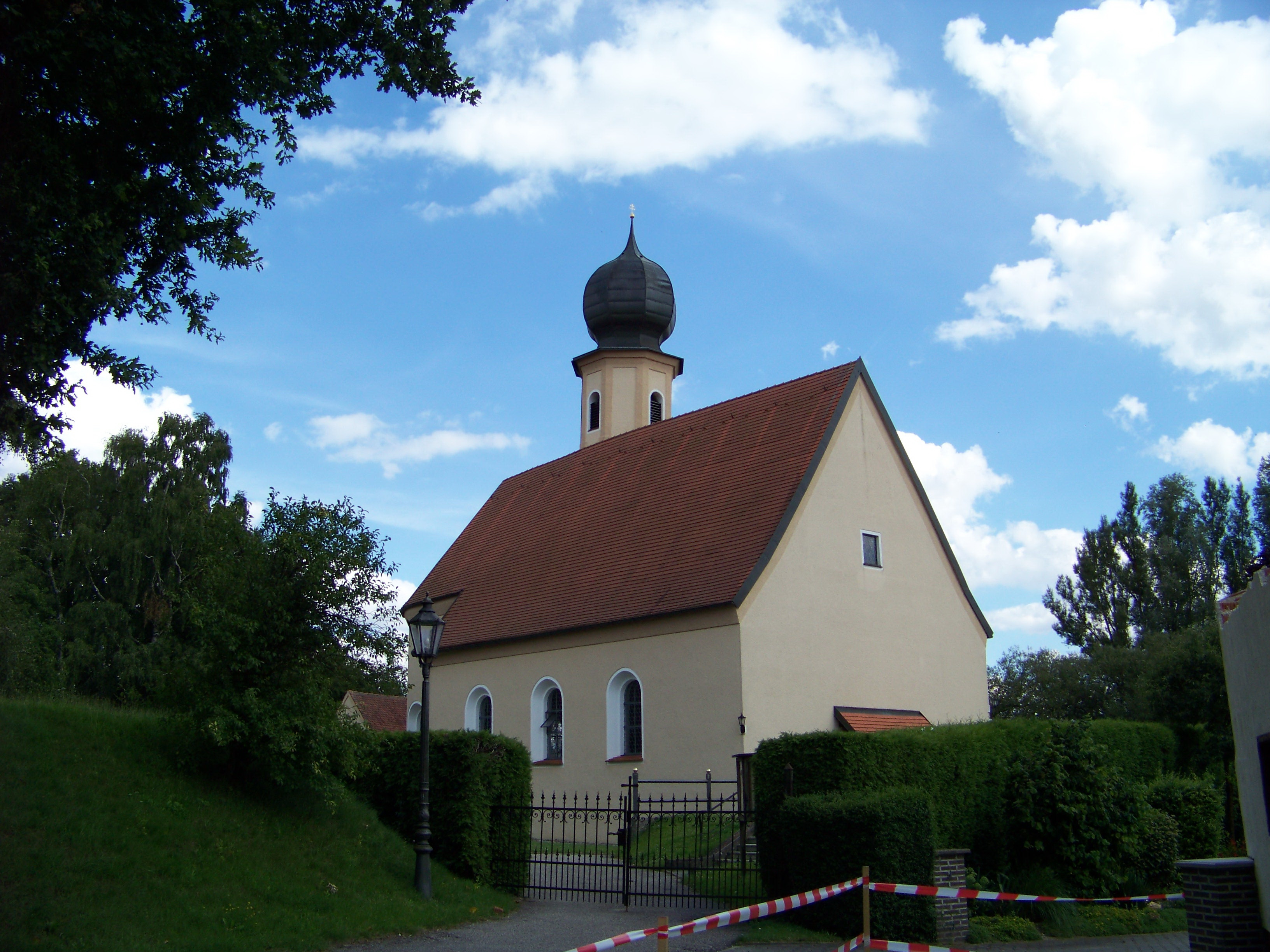
St. Laurentius (Eggmühl)

Die römisch-katholische, denkmalgeschützte Filialkirche St. Laurentius steht neben dem Schloss Eggmühl in Eggmühl, einem Gemeindeteil des Marktes Schierling im Landkreis Regensburg der Oberpfalz. Die Kirche gehört zur Pfarrei Mariä Himmelfahrt in Unterlaichling im Dekanat Donaustauf-Schierling des Bistums Regensburg. Das Bauwerk ist unter der Denkmalnummer D-3-75-196-27 als Baudenkmal in die Bayerische Denkmalliste eingetragen.

## Beschreibung
Die Saalkirche wurde 1723 umgebaut und 1891/92 renoviert. Sie besteht aus einem Langhaus, das mit einem Satteldach bedeckt ist, einem eingezogenen, halbrund geschlossenen Chor und einem Chorflankenturm auf quadratischem Grundriss an dessen Südwand, der mit einer Zwiebelhaube bedeckt ist. Der Glockenstuhl befindet sich im obersten, achteckigen Geschoss des Turms. 
Der Innenraum des Langhauses ist mit einem Tonnengewölbe überspannt. Zur Kirchenausstattung gehört der um 1678 gebaute Hochaltar, dessen Altarretabel von zwei gewundenen Säulen flankiert wird. Die aus den Jahren 1680 und 1720 stammenden Seitenaltäre zeigen auf der rechten Seite die Geburt Christi und auf der linken Seite die Kreuzabnahme. Die Statue des Heiligen Laurentius stammt aus der Mitte des 15. Jahrhunderts, ein Marienbildnis entstand um 1400. Unter der Empore im Westen steht ein kleiner Altar mit dem Bild der Mater Ter Admirabilis, das aus einer alten Kapelle stammt.